# Шарнебек
Шарнебек (нім. Scharnebeck) — громада в Німеччині, розташована в землі Нижня Саксонія. Входить до складу району Люнебург. Центр об'єднання громад Шарнебек.
Площа — 26,88 км2. Населення становить 3461 ос. (станом на 31 грудня 2021).